# アドリアーナ・ピント
アドリアーナ・モイゼス・ピント（ポルトガル語: Adriana Moisés Pinto、1978年12月6日 - ）は、ブラジルの女子プロバスケットボール選手である。17歳の1997年から2016年までブラジル代表で活動した。オリンピックには4度出場し、2000年シドニーオリンピックでは銅メダル獲得。世界選手権にも4度出場し、自身最高位は自国開催となった2006年の4位。アメリカ選手権や南アメリカ選手権でもタイトルを獲得。2014年世界選手権後に代表引退し指導者を目指すと表明した。だが、2015年末にアントニオ・カルロス・バルボーザヘッドコーチより、2016年リオデジャネイロオリンピックに向けたナショナルチーム復帰を打診され、 自国開催のオリンピックに興味を示したことから快諾した。
2001年と2002年にはWNBAのフェニックス・マーキュリーでプレーし、2007年シーズン前に契約満了。イタリア、ロシア、クロアチアでもプレー。2006年に元NBAプレイヤーのA・J・ゲイトンとの間に娘を出産しアリーヤと命名された。